# 演武大桥
演武大桥位于厦门市思明区，处于环岛路西南角海军码头至厦门大学白城之间，全长2.2公里，由主桥体、成功大道互通立交、演武互通立交和白城互通立交组成。桥梁建设总投资5.6亿元，于2003年9月6日正式通车。在结构上采取了鱼腹式梁，椭圆型墩，桥身通体漆为白色。 为了避免影响沿海景观，桥梁照明采取附设在桥梁护栏上的照明灯而不设灯杆。由于演武大桥低桥位段的桥面标高只有5.5米，被认为是目前世界上离海平面最近的桥梁。